# Cake Island
Cake Island är en ö i Kanada.   Den ligger i Bakers Dozen Islands i territoriet Nunavut, i den östra delen av landet, 1 300 km norr om huvudstaden Ottawa. Arean är 3,2 kvadratkilometer.
Terrängen på Cake Island är platt. Öns högsta punkt är 36 meter över havet. Den sträcker sig 1,8 kilometer i nord-sydlig riktning, och 3,0 kilometer i öst-västlig riktning.